# Ali Tarhouni
Ali Abdussalam Tarhouni (arabisk: علي الترهوني) (født 1951) er en libysk økonom og politiker. Tarhouni var minister for olie og finans i Det libyske overgangsråd, den midlertidige overgangsregering i Libyen, fra 23. marts til 22. november. Han fungerede også som midlertidig premierminister i perioden efter Mahmud Jibril fratrådte til Abd ar-Rahim al-Kib blev indviet d. 23. november. 